# Boris Olszanski
Boris Nikołajewicz Olszanski, ros. Борис Николаевич Ольшанский (ur. w 1910 w Woroneżu, zm. w lipcu 1958 w Kazaniu) – radziecki wojskowy (kapitan) podczas |II wojny światowej, emigracyjny działacz antykomunistyczny, publicysta i pisarz.

W 1926 ukończył szkołę średnią. Od 1923 pisał artykuły do gazet w Woroneżu. W 1928 znalazł pracę jako robotnik w truście Rudmetaltorg. Potem był sanitariuszem, a następnie budowniczym. W 1931 ukończył studia wieczorowe Instytutu Inżynieryjno-Budowlanego, po czym rozpoczął studia na wydziale fizyczno-matematycznym uniwersytetu w Charkowie. Od 1932 pracował jako nauczyciel matematyki w szkole średniej. Jednocześnie kontynuował pisanie artykułów. Pod koniec lat 30. został asystentem profesora uniwersytetu. Na początku 1941 rozpoczął studia doktoranckie. Po ataku Niemiec na ZSRR został zmobilizowany do Armii Czerwonej. Służył w stopniu porucznika w sztabie batalionu inżynieryjnego wojsk kolejowych. Był dwukrotnie ranny. Doszedł do stopnia kapitana. Po zakończeniu wojny pełnił służbę okupacyjną w Berlinie, gdzie zaczął spotykać się z Niemką Gerdą Schmidt. W 1946 został zdemobilizowany, po czym został nauczycielem matematyki w sowieckiej szkole żeńskiej. Następnie pełnił funkcję inspektora oświaty ludowej przy sowieckiej administracji wojskowej. Jego związek z Niemką nie był dobrze widziany, dlatego latem 1947 został zwolniony z zajmowanego stanowiska. Nakazano mu powrót do ZSRR. W rezultacie wraz z partnerką na początku września tego roku zbiegł do Berlina Zachodniego. Próbował bez powodzenia nawiązać kontakt z Ludowo-Pracowniczym Związkiem Solidarystów Rosyjskich (NTS). Na początku 1952 wyemigrował do Stanów Zjednoczonych. Zaczął publikować artykuły w piśmie emigracyjnym „Czasowoj”, a następnie innych pismach. Jednocześnie wstąpił do Amerykańskiego Komitetu do Spraw Oswobodzenia od Bolszewizmu. Występował w Radiu Głos Ameryki. Uczestniczył w zjazdach i konferencjach emigracji rosyjskiej. Największy rozgłos przyniósł mu jednak artykuł w piśmie „Socyalisticzeskij wiestnik”, opisujący spotkanie z 1944 w szpitalu wojskowym z prof. Nikołajem Burdenką, który był przyjacielem jego rodziców. W rezultacie w 1953 został przesłuchany przez Specjalną Komisję Śledczą Kongresu Stanów Zjednoczonych do Zbadania Zbrodni Katyńskiej. W 1954 w Buenos Aires została opublikowana jego książka pt. „My prichodim s Wostoka”, zawierająca wspomnienia z okresu II wojny światowej. W tym samym roku opublikował swoje wspomnienia w nowojorskim miesięczniku „The New Leader” gdzie opisał m.in. odczucia części żołnierzy radzieckich nacierających pod koniec lipca 1944 na Warszawę: 

Wojska rwały się do walki, gdy dotarłem do frontowych eszelonów, zauważyłem niemal niekończącą się rzekę wojsk, płynącą w kierunku polskiej stolicy. Było jasne, że szykuje się ofensywa. Nagle otrzymaliśmy rozkaz wycofania się w rejon Siedlec – Mińska Mazowieckiego i zaniechania wszelkich planów natarcia na Warszawę.
Oficerowie, których spotkałem po drodze, mówili mi, że są wstrząśnięci – nie mogli pojąć nowych rozkazów. Wszyscy wiedzieliśmy, że na zachodnim brzegu Wisły powstał już przyczółek mostowy, ale teraz dowiedzieliśmy się, że nie ma on być poszerzony. Nadeszły dalsze rozkazy: główne formacje mają pozostać na wschodnim brzegu Wisły.
W owym czasie dowiedzieliśmy się o powszechnej rewolucji Polaków w Warszawie. Wiadomość szerzyła się szybko; wkrótce każdy mówił o rewolucji Polaków pod dowództwem Bora-Komorowskiego. Oficerowie i szeregowi sowieccy zaczęli szemrać i burzyć się, zapytując oficerów politycznych, dlaczego nie udziela się powstańcom pomocy, dlaczego Armia Czerwona nie wyzyskuje tej świetnej okazji dla ataku. Odpowiedź, jaką otrzymaliśmy, była bez sensu i wszyscy o tym wiedzieli. Propagandysta mówił: Bór-Komorowski uderzył na Niemców bez porozumienia się z rządem radzieckim. Po drugie – dodał – powstanie jest prowokacją, obliczoną na wciągnięcie Armii Czerwonej w pułapkę, Bór-Komorowski związał się z hitlerowcami.

W 1957 nieoczekiwanie powrócił do ZSRR. Zamieszkał w Kazaniu, gdzie zmarł w szpitalu. Według niektórych hipotez współpracował z sowieckim wywiadem. Przemawiał za tym faktem jego artykuł, opublikowany w 1956 w berlińskim piśmie prosowieckim „Za wozraszczenije na Rodinu”, w którym w sposób negatywny opisywał działalność emigracji rosyjskiej.